# Raúl Cuadra Chamberlain
Raúl Cuadra Chamberlain (1923-1973) fue un músico y pionero de la publicidad en Nicaragua, Centroamérica. Fue hijo del economista Vicente Cuadra Gómez y nieto de Vicente Cuadra y Ruy Lugo.
En la década de 1940, viajó a través de Nicaragua y el resto de América Central, con su orquesta - El Champu de Carino los espectadores se deleitaron con su canto y la música de su orquesta . Con el fin de sufragar los gastos de viaje, comenzó a hacer publicidad de diversos productos y servicios de diferentes empresas durante los entreactos de Champu de Carino shows.
En 1950, fundó una de las primeras agencias de publicidad en el país - Publicidad Cuadra Chamberlain fue la idea correcta en el momento adecuado. Nicaragua estaba experimentando un auge económico posterior a la Segunda Guerra Mundial. En 1956, su hermano mayor  Vicente se unió a la agencia como director general y los dos hermanos abrieron el camino para el éxito de la publicidad en el país. En 1961, por problemas de salud, Raúl dejó de concentrarse en su música. Todavía trabajaba como consultor en proyectos especiales para la agencia hasta su muerte en 1973.